# Jerrisbæk
Jerrisbæk (dansk) eller Jerrisbek (tysk) er et vandløb på gesten i det nordlige Sydslesvig syd for den dansk-tyske grænse. Åen har sit udspring sydvest for Flensborg, hvorfra den løber mod syd, øst om Vanderup og i en bue vest om Jerrishøj Skov, hvorefter den passerer landsbyen Lille Jørl (Hjørdel), inden den munder ved Sollerup og Hønning ud i Trenen. Den strækker sig over Vanderup (Vis Herred) og Jørl og Eggebæk sogne (Ugle Herred). På en strækning danner bækken skel mellem Jørl og Eggebæk sogne. Jerrisbæk har tilløb af Jørlå (også Kirkebæk).
På ældre dansk findes også Jer(re)sbæk. Navnet formodes at være en sammentrækning (ellipse) af Jerrishøjbæk (Jer(i)kes(høgh)bæk), efter den nærliggende landsby Jerrishøj. Forleddet er her mandsnavn glda. Érik. Dels blev der også fremsat opfattelse af forleddet som et opr. skovnavn (*Jernris≈jern-skov). Navnet som ældre navn på den nærliggende bebyggelse Jersbæk kan udelukkes.